# Lilla Munkhammar
Lilla Munkhammar is een plaats in de gemeente Eskilstuna in het landschap Södermanland en de provincie Södermanlands län in Zweden. De plaats heeft 81 inwoners (2005) en een oppervlakte van 9 hectare.